# マヤーノ
マヤーノ（伊: Majano）は、イタリア共和国フリウリ＝ヴェネツィア・ジュリア州ウーディネ県にある、人口約5,800人の基礎自治体（コムーネ）。

## 地理

### 位置・広がり
ウーディネ県中部のコムーネである。マヤーノの市街は、県都ウーディネの北西約18km、トルメッツォの南約25km、ポルデノーネの北東約40kmに位置する
。

#### 隣接コムーネ
隣接するコムーネは以下の通り。
- オゾッポ - 北
- ブーヤ - 北東
- コッロレード・ディ・モンテ・アルバーノ - 南東
- リーヴェ・ダルカーノ - 南西
- サン・ダニエーレ・デル・フリウーリ - 南西
- フォルガリーア・ネル・フリウーリ - 北東

### 気候分類・地震分類
マヤーノにおけるイタリアの気候分類 (it) および度日は、zona E, 2395 GGである。
また、イタリアの地震リスク階級 (it) では、zona 2 (sismicità media) に分類される。

## 行政

### 分離集落
マヤーノには、以下の分離集落（フラツィオーネ）がある。
- Casasola, Comerzo, Farla, Pers, San Salvatore, San Eliseo, San Tomaso, Susans, Tiveriacco

## 姉妹都市
- サン・ゼノーネ・デッリエッツェリーニ、イタリア
- トラヴェルセートロ、イタリア

## 人物

### 著名な出身者
- ロレンツォ・ブッフォン - 1940-60年代に活動したサッカー選手。イタリア代表。